# Formation brute de capital fixe
La FBCF, ou formation brute de capital fixe, est l'agrégat qui mesure, en comptabilité nationale, l'investissement (acquisition de biens de production) en capital fixe des différents agents économiques résidents.
Le capital fixe est l'ensemble des actifs corporels ou incorporels destinés à être utilisés dans le processus de production pendant au moins un an (ce sont des biens durables).
La FBCF des entreprises et des administrations publiques (État et autres collectivités), consiste en l'achat :
- d'actifs fixes (biens d'équipement, logements, bâtiments) acquis pour être utilisés au moins un an dans le processus de production[1] ;
- de biens et services incorporés au capital acquis, aux terrains, et aux actifs incorporels.

La notion de formation brute de capital fixe existe aussi pour les ménages, et ne comprend que l'achat de logement ou des réparations importantes d'un logement, les autres biens étant traités en consommation finale.
Depuis 1999, la mesure de la FBCF inclut également certains investissements immatériels comme les dépenses de logiciels, auparavant considérées comme des consommations intermédiaires. Ces investissements immatériels sont ceux qui connaissent la croissance la plus rapide de nos jours, et ne sont pourtant que peu pris en compte dans le calcul.
Une partie de la FBCF inclut le renouvellement des équipements usés ou obsolètes. Si l'on retire de la formation brute de capital fixe cet investissement de remplacement qui sert à pallier l'usure et l'obsolescence (ou amortissement), on obtient la Formation nette de capital fixe (FNCF, ou investissement nouveau), une mesure assez peu utilisée.
La FBCF représente les deux tiers des investissements des entreprises.